# Martín Castillo
Martín Pedro Castillo Fort (1986) es un director audiovisual y actor chileno.

## Carrera
Castillo estudió la carrera de Dirección Audiovisual en la Pontificia Universidad Católica de Chile. Su debut actoral lo realizó en la película Te creís la más linda (pero erís la más puta) de 2009, la cual fue dirigida por su amigo Che Sandoval. . En 2010 también realiza nuevamente el rol protagónico en una película: esta vez en Partida de Domingo García-Huidobro. La película espera estrenarse el 2011. Su actuación en Te creís la más linda llamó en especial la atención de Rodrigo Cuevas, guionista del área dramática de Canal 13, quien lo convoca para participar en la serie nocturna Peleles, con la cual realiza su debut en la pantalla chica en 2011. Además en 2013 canal 13 lo llama nuevamente para actuar en Las Vega's.
Actualmente es el Programador del Cine Arte Alameda.